# Tinchy Stryder
Kwasi Danquah (nacido el 14 de septiembre de 1986), más conocido como Tinchy Stryder, es un rapero británico de grime de origen ghanés. Stryder fue criado en Bow, al este de Londres, y asistió al St Bonaventure's Catholic Comprehensive School en Forest Gate, Newham. Posteriormente se enroló a la Universidad del Este de Londres, donde completó su licenciatura en imagen y animación en 2009. Su primer número 1 en la UK Singles Chart fue el sencillo "Number 1", (en colaboración con N-Dubz) lanzado el 26 de abril de 2009.

## Biografía

### Inicios
Stryder comenzó a destacar a los 14 años en radios piratas en el este de Londres con otros conocidos artistas de grime como Wiley y Dizzee Rascal. Su nombre artístico proviene del videojuego Strider que jugaba cuando era niño, y "Tinchy" deriva de un apodo que recibió debido a su baja estatura. Sin embargo, Stryder no ha estado siempre en la escena del hip-hop, ya que según declaró en una reciente entrevista que cuando era más joven le gustaba escuchar música de las Spice Girls, y continuó diciendo: "pero todos lo hacían, así que no me avergüenzo". Tinchy Stryder formó parte de una espectacular alineación en el 02 Arena 3D ELEKTRO RAVE junto con Caspa and Rusko, Frankmusik, High Contrast y Dancing Robot Music.

### 2006-2008:Star In The Hood
El álbum debut de Tinchy Stryder, Star In The Hood, fue lanzado el 13 de agosto de 2007 en Takeover Entertainment. Este álbum contenía dos sencillos principales, "Breakaway" y "Something About Your Smile". El bonus track "Mainstream Money" fue también lanzado como un sencillo underground.
Desde 2006, la carrera de Stryder ha sido gestionada por Takeover Management, especialmente por Archie Lamb y Jack Foster. El padre de Archie Lamb, Norman Lamb, es un parlamentario de los Demócratas Liberales, y ha invertido importantes sumas de dinero en la carrera de Stryder.

## Discografía

### Álbumes

#### Álbumes de estudio
| Año  | Detalles                                                                       | Posiciones en lista | Posiciones en lista | Posiciones en lista | Certificaciones |
| Año  | Detalles                                                                       | UK                  | IRE                 | EU                  | Certificaciones |
| ---- | ------------------------------------------------------------------------------ | ------------------- | ------------------- | ------------------- | --------------- |
| 2007 | Star In the Hood - Fecha: 13 de agosto de 2007 - Sello: Takeover Entertainment | 112                 | 98                  | DNC                 |                 |
| 2009 | Catch 22 - Fecha: 17 de agosto de 2009 - Sello: Universal Island Records       | 2                   | 9                   | 3                   | - UK: Gold      |

#### EP
- Cloud 9 EP
- Star In the Hood EP VOL.1
- Star In the Hood EP VOL.2

### Sencillos
| 2008                  | "Stryderman"                                             | 73 | —  | —  | —  | —  | —  | — | Catch 22      |
| 2009                  | "Take Me Bac" (feat. Taio Cruz)                          | 3  | 17 | 14 | 16 | 18 | —  | — | Catch 22      |
| 2009                  | "Number 1" (feat. N-Dubz)                                | 1  | 1  | 6  | —  | —  | 37 | 3 | Catch 22      |
| 2009                  | "Never Leave You" (feat. Amelle)                         | 1  | 2  | 5  | —  | —  | —  | — | Catch 22      |
| 2009                  | "You're Not Alone"                                       | 14 | 25 | 41 | —  | —  | —  | — | Catch 22      |
| Como artista invitado |                                                          |    |    |    |    |    |    |   |               |
| 2008                  | "Where's Your Love" (Craig David con Tinchy Stryder)     | 58 | —  | —  | —  | —  | —  | — | Greatest Hits |
| 2009                  | "Confusion Girl (Remix)" (Frankmusik con Tinchy Stryder) | 27 | —  | —  | —  | —  | —  | — | Complete Me   |